# Олійниківська сільська рада
Олі́йниківська сільська́ ра́да — адміністративно-територіальна одиниця та орган місцевого самоврядування в Сахновщинському районі Харківської області. Адміністративний центр — село Олійники.

## Загальні відомості
Олійниківська сільська рада утворена в 1924 році.
- Територія ради: 98,98 км²
- Населення ради: 1 311 особа (станом на 2001 рік)
- Територією ради протікає річка Оріль.

## Населені пункти
Сільській раді підпорядковані населені пункти:
- с. Олійники
- с. Мар'ївка
- с. Новомихайлівка
- с. Яковлівка

### Ліквідовані населені пункти
- с. Аркадіївка
- с. Михайлівка
- с. Каганець

## Склад ради
Рада складається з 16 депутатів та голови.
- Голова ради: Митюшин Андрій Миколайович
- Секретар ради: В'ялікова Тетяна Борисівна

### Керівний склад попередніх скликань
| Прізвище, ім'я, по батькові     | Основні відомості                                                                                  | Дата обрання | Дата звільнення |
| ------------------------------- | -------------------------------------------------------------------------------------------------- | ------------ | --------------- |
| Корнієнко Іван Миколайович      | Сільський голова, 1966 року народження                                                             | 26.03.2006   | 03.04.2008      |
| Корнієнко Олександр Миколайович | Сільський голова, 1963 року народження, освіта вища, безпартійний                                  | 30.11.2008   | 31.10.2010      |
| Митюшин Андрій Миколайович      | Сільський голова, 1985 року народження, освіта вища, член Всеукраїнського об'єднання «Батьківщина» | 31.10.2010   |                 |

Примітка: таблиця складена за даними сайту Верховної Ради України

### Депутати
За результатами місцевих виборів 2010 року депутатами ради стали:

#### За суб'єктами висування
| Суб'єкт висування                 | Кількість обраних депутатів | %    |
| --------------------------------- | --------------------------- | ---- |
| Партія регіонів                   | 7                           | 43,8 |
| Політична партія «Сильна Україна» | 3                           | 18,8 |
| Народна партія                    | 2                           | 12,5 |
| Самовисування                     | 2                           | 12,5 |
| Соціалістична партія України      | 2                           | 12,5 |

#### За округами
| № округу                          | Прізвище, ім'я, по батькові     | Дата визнання обраним | Освіта             | Партійна приналежність | Відомості про обраного депутата               |
| --------------------------------- | ------------------------------- | --------------------- | ------------------ | ---------------------- | --------------------------------------------- |
| Народна Партія                    |                                 |                       |                    |                        |                                               |
| 8                                 | Магомедов Саід Хусейн           | 03.11.2010            | середня спеціальна | член Народної партії   | ПСП Перше Травня, виконроб                    |
| 13                                | Польовий Сергій Петрович        | 03.11.2010            | вища               | член Народної партії   | ПСП Перше Травня, головний агроном            |
| Партія регіонів                   |                                 |                       |                    |                        |                                               |
| 1                                 | Човган Алла Володимирівна       | 03.11.2010            | вища               | позапартійна           | ПСП Перше Травня, агроном                     |
| 2                                 | В'ялікова Тетяна Борисівна      | 03.11.2010            | середня            | позапартійна           | Олійниківська сільська рада, секретар         |
| 5                                 | Погрецька Ольга Василівна       | 03.11.2010            | середня            | позапартійна           | Олійниківська бібліотека-філія, бібліотекар   |
| 10                                | Кравченко Наталія Леонідівна    | 03.11.2010            | середня            | позапартійна           | Мар'ївська бібліотека-філіал, бібліотекар     |
| 11                                | Литвин Наталія Іванівна         | 03.11.2010            | вища               | позапартійна           | Олійниківська сільська рада, бухгалтер        |
| 14                                | Митюшин Іван Григорович         | 03.11.2010            | середня            | позапартійний          | ТОВ АФ «Союзагро», різноро-бочий              |
| 16                                | Вірченко Анатолій Олексійович   | 03.11.2010            | середня            | позапартійний          | ПСП «Щорса», водій                            |
| Політична партія «Сильна Україна» |                                 |                       |                    |                        |                                               |
| 6                                 | Завалій Людмила Вікторівна      | 03.11.2010            | вища               | позапартійна           | Олійниківська загальноосвітня школа, директор |
| 7                                 | Крамаренко Валентина Миколаївна | 03.11.2010            | середня спеціальна | позапартійна           | Олійниківська загальноосвітня школа, вчитель  |
| 9                                 | Крамаренко Леонід Анатолійович  | 03.11.2010            | середня спеціальна | позапартійний          | приватний підприємець                         |
| Соціалістична партія України      |                                 |                       |                    |                        |                                               |
| 3                                 | Вітренко Раїса Іванівна         | 03.11.2010            | вища               | позапартійна           | ПСП «Перше Травня», бухгалтер                 |
| 4                                 | Вірченко Маргарита Михайлівна   | 03.11.2010            | вища               | позапартійна           | ПСП «Перше Травня», економіст                 |
| Самовисування                     |                                 |                       |                    |                        |                                               |
| 12                                | Гунько Борис Тимофійович        | 03.11.2010            | вища               | позапартійний          | пенсіонер                                     |
| 15                                | Горнік Антоніна Олексіївна      | 07.11.2010            | середня            | позапартійна           | тимчасово не працює                           |